# Бондарець Ганна Савівна
Га́нна Са́вівна Бондаре́ць (* 15 липня 1941, Решетилівка) — українська майстриня художнього ткацтва — килимарниця.
Заслужений майстер народної творчості УРСР — 1982, лауреат Шевченківської премії 1986 разом з Товстухою, Бабенко, Єфремовою — «за високохудожнє використання народних традицій у творах декоративно-прикладного мистецтва».

## Життєпис
Закінчила 1959 року Решетилівське професійно-технічне училище художніх промислів.
Працювала на Решетилівській фабриці художніх виробів в 1959—1993 роках.
Брала участь у виготовленні гобеленів:
- «Блакитний» — 1959,
- «Дружба народів» — 1967,
- «Квітуча Україна» — 1972,
- «Квіти України» — 1975,
- «Дерево життя» — 1978,
- «Пам'ять» — 1986,
- «Свято Івана Купала» — 1988,
- «Т. Г Шевченко» — 1989, диптих. Ці гобелени створені за ескізами й картонами Л. С. Товстухи.
- «Богдан Хмельницький» — 1979, за ескізами і картоном Т. Печенюк;
- «Чорний біль» — 1991, задум О. Машкевича,
- «Квітка кохання» — 1993, задум Л. Форостецької.

Автор гобеленів
- для експозиції музею-садиби М. В. Гоголя в Полтаві,
- Черкаського краєзнавчого музею,
- будинку-музею академіка Д. І. Яворницького в Дніпропетровську,
- київських музеїв.

## Джерело
- Товстуха Л. С. Бондарець Ганна Савівна// Енциклопедія Сучасної України: у 30 т. / ред. кол.: І.М. Дзюба [та ін.]; НАН України, НТШ, Коорд. бюро Енцикл. Сучас. України НАН України. — К.: Поліграфкнига, 2004. — Т.3: Біо-Бя. — 695 с. — ISBN 966-02-2682-9.
- Шевченківський комітет [Архівовано 5 березня 2016 у Wayback Machine.]